# Żółwik Sammy
Żółwik Sammy lub Żółwik Sammy w 50 lat dookoła świata (tytuł oryg. Sammy’s avonturen: De geheime doorgang, ang. Sammy’s Adventures: The Secret Passage) – belgijsko-francuski film animowany z 2010 roku w reżyserii Bena Stassen.

## Fabuła
Żółw jadalny Sammy urodził się na kalifornijskiej plaży w 1959 roku. Od tamtej pory przemierza oceany w długiej i pełnej przygód wędrówce nim ponownie wróci na ojczystą plażę. Naraża się przy tym na wiele niebezpieczeństw. Zostaje maskotką społeczności hippisowskiej, mierzy się z plamą ropy i jest świadkiem wodowania statku kosmicznego Apollo II na oceanie Spokojnym.
Musi stawić czoło przeciwnym nurtom, przypływom i odpływom oraz upływającym latom, by odnaleźć Karolę, miłość swojego życia, którą utracił na plaży, gdzie się urodzili. Karola jest najpiękniejszym żółwiem morskim, jakiego Sammy kiedykolwiek widział. Jest jego oczkiem w głowie, powodem, dla którego żyje i bodźcem do dalszych działań. To niezmiernie zdeterminowana żółwiczka, która chce odkrywać świat na swój własny sposób, bez żadnych ograniczeń i nie martwi się o jutro.
W swej długiej podróży najlepszym kumplem Sammy’ego jest życzliwy i mądry Jasiek, pełniący jednocześnie rolę mentora naszego bohatera. To on otwiera mu oczy na otaczający go świat i opiekuje się nim przez pierwsze dziesięciolecie, gdy ten poznaje życie w wodzie. Razem widzą, jak źli ludzie krzywdzą planetę. Są jednak też i ludzie dobrzy, którzy ratują Sammy’ego. Mały żółw walczy z piraniami, ucieka przed drapieżnym ptakiem i poszukuje tajemniczego, ukrytego przejścia.
Pewnego dnia, przeżywszy wiele przygód, po pokonaniu licznych przeciwieństw losu, do Sammy’ego uśmiecha się szczęście – odnajduje Karolę, która o nim nie zapomniała.